# Vagnhall

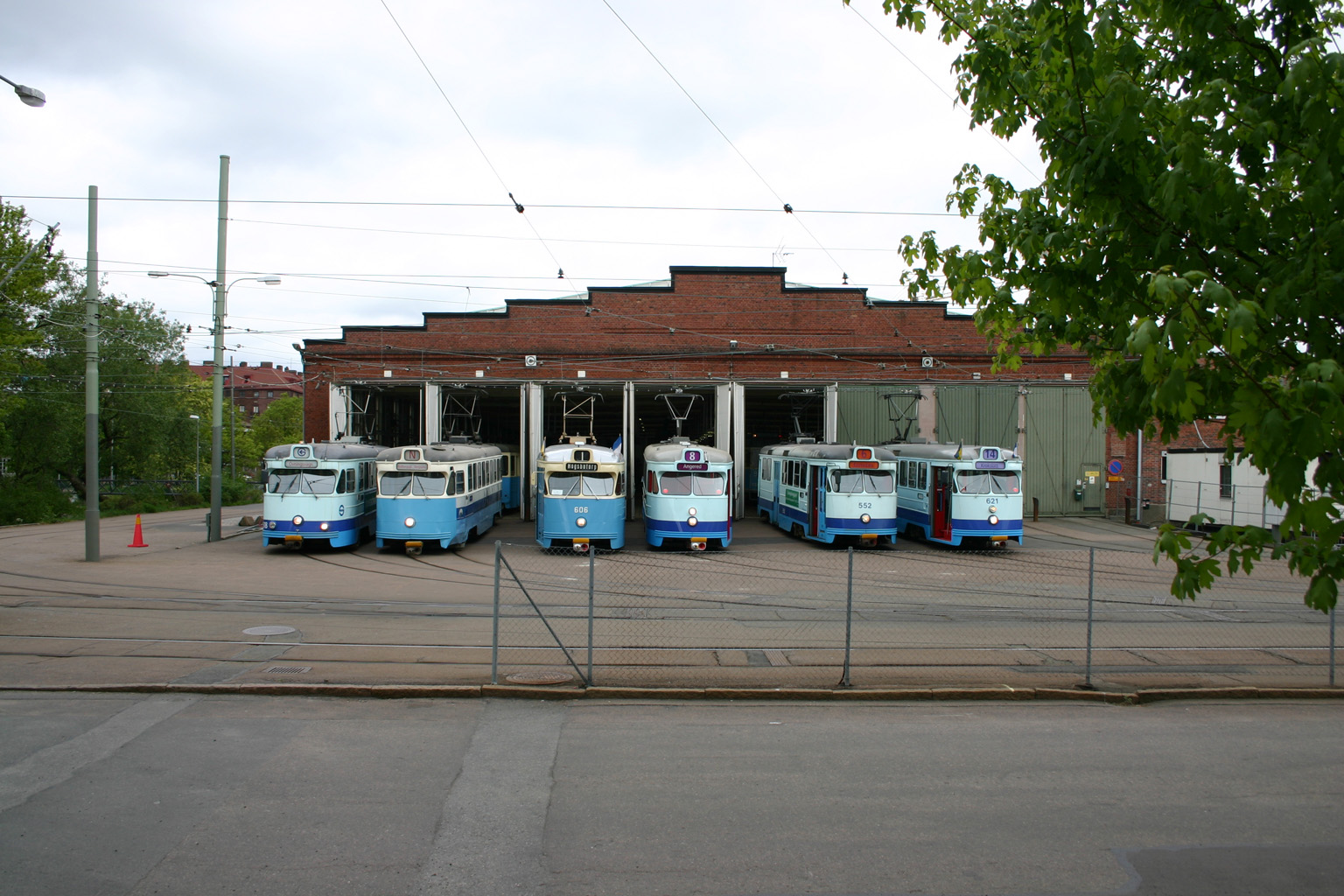
De sista M25:orna i Göteborg framför södra gaveln på Gårdahallen

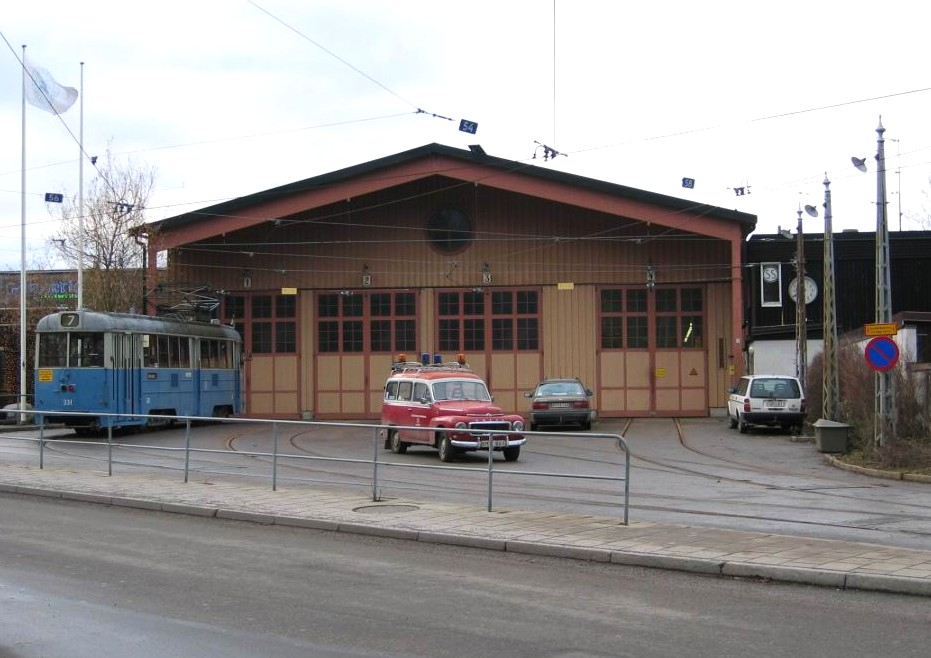
Alkärrshallen, Djurgårdslinjens vagnhall, Stockholm

En vagnhall är en byggnad för uppställning och service av järnvägsfordon och andra språbundna fordon.
I Göteborg finns Gårdahallen, som används av Spårvägssällskapet Ringlinien. Vagnhallen Gårda vid före detta Rantorget och Vagnhallen Majorna i stadsdelen Kungsladugård är tillsammans med Slottsskogsdepån i Säröbanans gamla vagnhall Göteborgs spårvägars vagnhallar idag. Vagnhallar har förekommit på fler ställen, Vagnhallen Stampgatan, Mölndal, Saltholmen, Klippan, Järntorget och gamla hästspårvagnshallen också den i Gårda.
I Norrköping finns en vagnhall: Stohagsgatan.
Inom Stockholms tunnelbana kallas den även depå. I vagnhallarna utförs löpande underhåll och lättare reparationer på vagnar. Vagnhallar finns för tunnelbana 1 (grön linje) i Hammarby, Högdalen och Vällingby. Vagnhallar för tunnelbana 2 (röd linje) ligger i Nyboda och Norsborg, varav den senare är enbart avsedd för tunnelbanevagnar av typ C30. Vagnhallen för tunnelbana 3 (blå linje) ligger i Rissne. I framtiden kommer vagnhallen i Högdalen att betjäna både blå och grön linje, då Hagsätragrenen på grön linje överförs till blå linje år 2026. I Hammarby ligger även tunnelbanans centralverkstad.
I Stockholmsområdet finns dessutom Tvärbanans vagnhall i Ulvsunda, Nockebybanans vagnhall i Alvik, Lidingöbanans vagnhall i AGA på Lidingö, samt vagnhallen för Djurgårdslinjen och Spårväg City, Alkärrshallen, på Djurgården.
I Helsingfors finns vagnhallar i Forsby, Tölö och Vallgård.  